# زبرينا حمراء

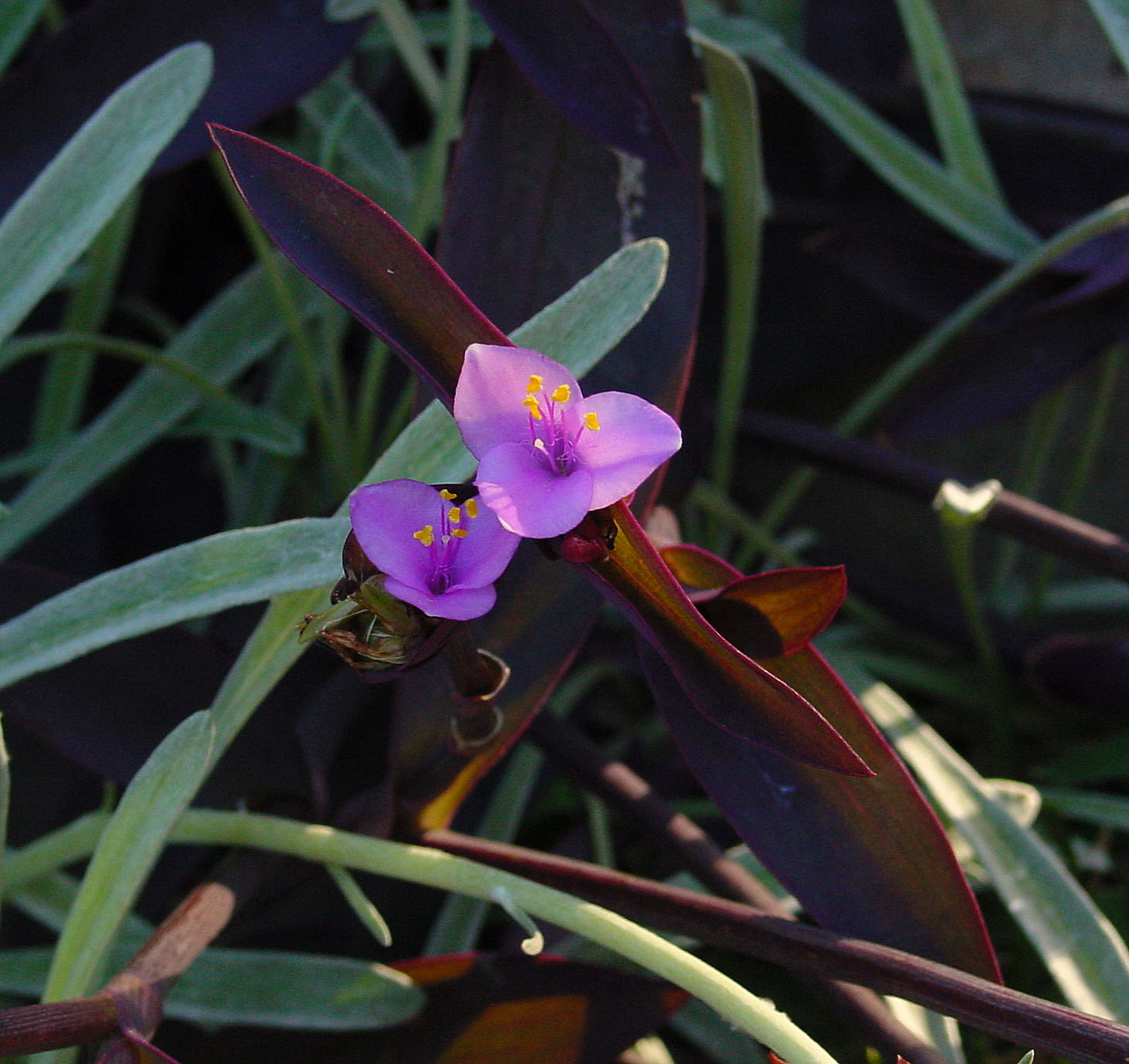

زبرينا حمراء (الاسم العلمي: Tradescantia  pallida)، هو نبات ينتمي إلى (فصيلة: Commelinaceae).